# Galleria Vittorio Emanuele II
Galleria Vittorio Emanuele II är en galleria i centrala Milano. Gallerian, som är belägen vid Piazza del Duomo, är uppkallad efter Viktor Emanuel II.
Gallerian ritades ursprungligen 1861 av Giuseppe Mengoni och uppfördes mellan 1865 och 1877.